# Карл Вестфаль
Карл Вестфа́ль (нім. Carl Friedrich Otto Westphal) — німецький психіатр і невролог, відомий дослідженням деяких неврологічних хвороб і ядра окорухового нерва.
Мішель Фуко вважав Вестфаля фундатором сучасного поняття гомосексуалізму, через те що той опублікував у 1870 році статтю про «протилежні сексуальні почуття», в якій він описує двох людей, які стикаються з тим, що пізніше стане відомим як гомосексуальність. Це, здається, одне з перших медичних пояснень сексуальності як психічного розладу.

## Біографія
Син медичного офіцера Отто Вестфаля (Otto Carl Friedrich Westphal) та його дружини Кароліни, уродженої Гейне. Його дядько був відомим медичним директором Шаріте. Навчався в гімназії Фрідріха Вільгельма в Берліні, а потім вивчав медицину там, також у Гайдельберзі та Цюриху. Тут він приєднався до фізіолога Карла Людвіга, улюбленим учнем якого був. Написав дисертацію «De aquae secretione per renes» (Секреція води нирками). Отримав ступінь доктора в Берліні в 1855 році. Потім за звичаєм медичної підготовки того часу здійснив навчальну поїздку до Відня та Парижа.
У 1858 році Вестфаль став цивільним помічником лікаря в берлінському Шаріте, в тому числі у відділенні для хворих на натуральну віспу, а з 1858 року у відділенні для психічно хворих разом з Вільгельмом Ґрізінґером. Перші враження, які він отримав, коли почав кар'єру психіатра, було поганими. Його відштовхувало тодішнє примусове лікування божевільних, а також марновірство та неправильні ідеї того часу. Проте Ґрізінґер зробив кардинальні зміни, які Вестфаль цілковито сприйняв. У 1861 році він габілітувався, а в 1862 році став приват-доцентом із психіатрії в Берлінському університеті.
У 1868 році Вестфаль став керівником відділення для хворих на натуральну віспу, а також відділення внутрішньої медицини. Він став наступником Ґрізінґера після його смерті. У 1869 році, Вестфаль був призначений екстраординарним професором психіатрії, головним лікарем і клінічним викладачем кафедри психічних і нервових хвороб. У 1871 році він також отримав поліклініку для нервових хвороб, а в 1874 році отримав звання повного професора і призначений у вчену депутацію з медичних наук.
Вестфаль був членом кількох товариств, серед яких «Наукова депутація системи охорони здоров'я». Він був приватним медичним радником і активним журналістом.
Вирізнявся своїм необмеженим підходом до догляду за психічно хворими. Його праці значною мірою стосуються захворювань спинного мозку та неврології. Його статті з'являлися в основному в «Загальному журналі психіатрії», «[Вірховському] Архіві патологічної анатомії та фізіології та клінічної медицини», «Берлінському клінічному щотижневому журналі», «Шаріте-Аннален» та щоквартальному «Журналі судової медицини», але переважно в «Архіві психіатрії та нервових хвороб», редактором якого він був з 1868 року.
Внесок Карла Вестфаля в неврологію та психіатрію базується на його науково точному дослідницькому методі, який, вільний від спекуляцій і гіпотез, дотримувався лише ретельно досліджених анатомічних, фізіологічних і патологічних фактів. Він зробив багато досліджень, зокрема ідентифікував псевдосклероз, продемонстрував зв'язок загального паралічу божевільних із спинною сухоткою, описав періодичний параліч і вперше описав агорафобію. У 1887 році, через два роки після того, як Людвіг Едингер продемонстрував це у плода, Вестфаль описав додаткове ядро 3-ї гілки окорухового нерва у дорослої людини. Разом із Вільгельмом Генріхом Ербом він першим описав глибокий сухожильний рефлекс.
Підготував ряд всесвітньо відомих неврологів, у тому числі Арнольда Піка (Arnold Pick) і Германа Оппенгейма, а Карл Верніке був його асистентом. Як учитель, Вестфаль мав глибокий вплив своєю ясністю та критичною гостротою, сумлінністю та людяністю до хворих, будучи прихильником усіх досягнень у сестринській справі.
Мав шлюб з Кларою Мендельсон. Їхнім сином був невропатолог і психіатр Александр Карл Отто Вестфаль (1863—1941), який відомий за описом синдрома Вестфаля-Пільца — нейротонічною реакцією зіниць. Ще один син Ернст став суддею. Подружжя мало ще доньок Анну і Марію.
Карл Вестфаль помер від грипу в санаторії Бельв'ю в Кройцлінгені 27 січня 1890 року у віці 66 років.

## Медичні об'єкти, названі на честь Вестфаля
- Ядро Едінгера — Вестфаля —додаткове ядро III пари черепних нервів[4].
- Симптом Ерба—Вестфаля — відсутність колінного рефлексу при сифілісі центральної нервової системи. Ця рефлекторна аномалія найбільш виражена при спинній сухотці, але також зустрічається при інших сифілітичних ураженнях[5].
- Синдром Вестфаля — сімейна форма інтермітуючего гіпокаліємічного паралічу[6].
- Феномен Вестфаля — при пасивному тильному згинанні стопи вона залишається фіксованою у тильному згинанні.[7]
- Вестфаля—Лейдена атаксія — гостра атаксія з початком у дитинстві. Проявляється блюванням, запамороченням, ригідністю проксимальних м'язів і комою[8].

## Основні наукові твори
- Die Agoraphobie, eine neuropathische Erscheinung. Archiv für Psychiatrie und Nervenkrankheiten, Berlin, 1871-72; 3: 138—161. / Агорафобія, нейропатичний феномен
- Künstliche Erzeugung von Epilepsie bei Meerschweinchen. / Штучне створення епілепсії у морських свинок.
- Affection des Nervensystems nach Pocken und Typhus / Ураження нервової системи після натуральної віспи та тифу
- Ueber einige durch mechanische Einwirkung auf Sehnen und Muskeln hervorgebrachte Bewegungs-Erscheinungen (Knie-, Fussphänomen). Archiv für Psychiatrie und Nervenkrankheiten, Berlin, 1875,5: 803—834. / Про деякі рухові явища, спричинені механічними впливами на сухожилля і м'язи (феномен коліна, стопи).
- Eigentümliche mit Einschlafen verbundene Anfälle. Archiv für Psychiatrie und Nervenkrankheiten, Berlin, 1877; 7: 631—635. / Своєрідні напади, пов'язані з засипанням.
- Ueber combinirte (primäre) Erkrankung der Rückenmarkstränge. Archiv für Psychiatrie und Nervenkrankheiten, Berlin. / Про поєднане (первинне) захворювання спинного мозку.
- Ueber eine Art paradoxer Muskelcontraction / Про своєрідне парадоксальне скорочення м'язів.
- Ueber primäre Erkrankung der Seitenstrangbahnen. / Про первинне захворювання колатеральних шляхів.
- Über eine dem Bilde der cerebrospinalen grauen Degeneration ähnliche Erkrankung des centralen Nervensystems ohne anatomischen Befund, nebst einigen Bemerkungen über paradoxe Contraction. Archiv für Psychiatrie und Nervenkrankheiten, 1883, 14: 87-134. / Про захворювання центральної нервової системи, подібне до цереброспінальної сірої дегенерації без анатомічних ознак, разом із деякими коментарями щодо парадоксального скорочення.
- Über einen merkwürdigen Fall von periodischer Lähmung aller vier Extremitäten mit gleichzeitigem Erlöschen der elektrischen Erregbarkeit während der Lähmung. Berliner Klinische Wochenschrift, 1885,22: 489—491, 509—511. / Про дивний випадок періодичного паралічу всіх чотирьох кінцівок з одночасною втратою електрозбудливості під час паралічу.
- Ueber die chronische progressive Lähmung der Augenmuskeln. Berlin, 1891. / Про хронічний прогресуючий параліч очних м'язів.
- Psychiatrische Abhandlungen. Berlin, A. Hirschwald, 1892 Band eins von ihm Gesammelte Abhandlungen. / Психіатричні трактати.
- Gesammelte Abhandlungen. 2 volumes. Berlin, 1892. / Вибрані трактати. 2 томи.
- Die Agoraphopbie, eine neuropathische Erscheinung. Archiv für Psychiatrie und Nervenkrankheiten, Berlin, 1871—1872, 3: 138—161. / Агорафобія, нейропатичний феномен.